# Antonio Fassina
Antonio "Tony" Fassina (rođen 26. srpnja 1945.) je bivši talijanski reli-vozač.
Osvoji je Talijansko prvenstvo u reliju 1976. i 1979. vozeći automobil Lancia Stratos HF, te 1981. vozeći automobil Opel Ascona. Godine 1982. vozeći Opel Asconu osvojio je Europsko prvenstvo u reliju.
Uspješno je nastupao i na talijanskom dijelu Svjetskog prvenstva u reliju, Reli Sanremo gdje je od 1976. do 1981. bio među prvih četiri, a u sezoni 1979. i pobijedio ispred Waltera Röhrla.